# Муроран (комбінат)
Муроран, також Муроран сейтецу-сьо, Муроранський металургійний комбінат (яп. 室蘭製鐵所, або 新日鐵住金室蘭製鐵所) — металургійний комбінат в Японії, у місті Муроран, що на південному заході острова Хоккайдо. Один з 13 металургійних комбінатів Японії з повним виробничим циклом.
Став до ладу 1909 року. До кінця 1950-х років за обсягами виробництва був другим у Японії металургійним комбінатом. Належить компанії Nippon Steel & Sumitomo Metal Corporation. На комбінаті у 2012 році працювало 584 робітника і службовця, річна виплавка сталі становила 1537 тис. т.

## Історія
Завод став до ладу 1909 року під назвою «Ваніші сейтецу-сьо» (яп. 輪西製鐵場). Заснувала його Вугільно-пароплавна компанія Хоккайдо (яп. 北海道炭礦汽船 — Хоккайдо танко кісен), що добувала вугілля на острові Хоккайдо і вивозила його з острова власними пароплавами.
Під час Другої світової війни влітку 1945 року зазнав авіаційного нальоту і борбадувань військово-морського флоту США. Після війни доменні печі не працювали до 18 березня 1947 року через нестачу вугілля.
1950 року завод перейшов у власність новоствореної металургійної компанії «Фудзі-сейтецу». 1951 року комбінат було перейменовано на «Муроран сейтецу-сьо». 1970 року об'єднанням компаній «Фудзі-сейтецу» і «Явата-сейтецу» було утворено корпорацію «Nippon Steel», частиною якої став і комбінат «Муроран».
1965 року введено в експлуатацію установку безперервного розливання сталі. 30 вересня 1967 року були виведені з експлуатації всі мартенівські печі, завод перейшов на виплавку сталі у конвертерах. У 1970-х роках було побудовано установку для виробництва прямого відновлення заліза.
У 1974 році комбінат мав аглофабрику з 9 агломераційними стрічками загальною продуктивністтю 4380 тис. т. На комбінаті було 4 доменних печі. Доменна піч № 1 мала об'єм 1126 м³ (не перебувала в експлуатації), доменні печі № 2 і № 3 мали об'єми 1249 м³ кожна і мали продуктивність 975 тис. т кожна, доменна піч № 4 мала об'єм 1921 м³ і продуктивність 1767 тис. т. Сталеплавильний цех № 1 мав один 50-тонний і один 60-тонний кисневі конвертери, що разом давали 4130 т сталі на рік, цех № 2 — два 110-тонних і один 120-тонний кисневих конвертери, в яких було виплавлено 3370 тис. т сталі. Сталь частково розливалася на двох установках безперервного розливання сталі загальною продуктивністтю 636 тис. т слябів і блюмів. Частина сталі розливалася у зливки і оброблялася у блюмінгу і слябінгу. У прокатних цехах працювало кілька прокатних станів.
З квітня 1994 року єдина доменна піч № 2 комбінату була передана компанії Hokkai Iron & Coke Corporation.
1 жовтня 2012 року компанія Nippon Steel об'єдналася з Sumitomo Metal Industries з утворенням Nippon Steel & Sumitomo Metal Corporation, якій став належати комбінат.

## Сучасний стан

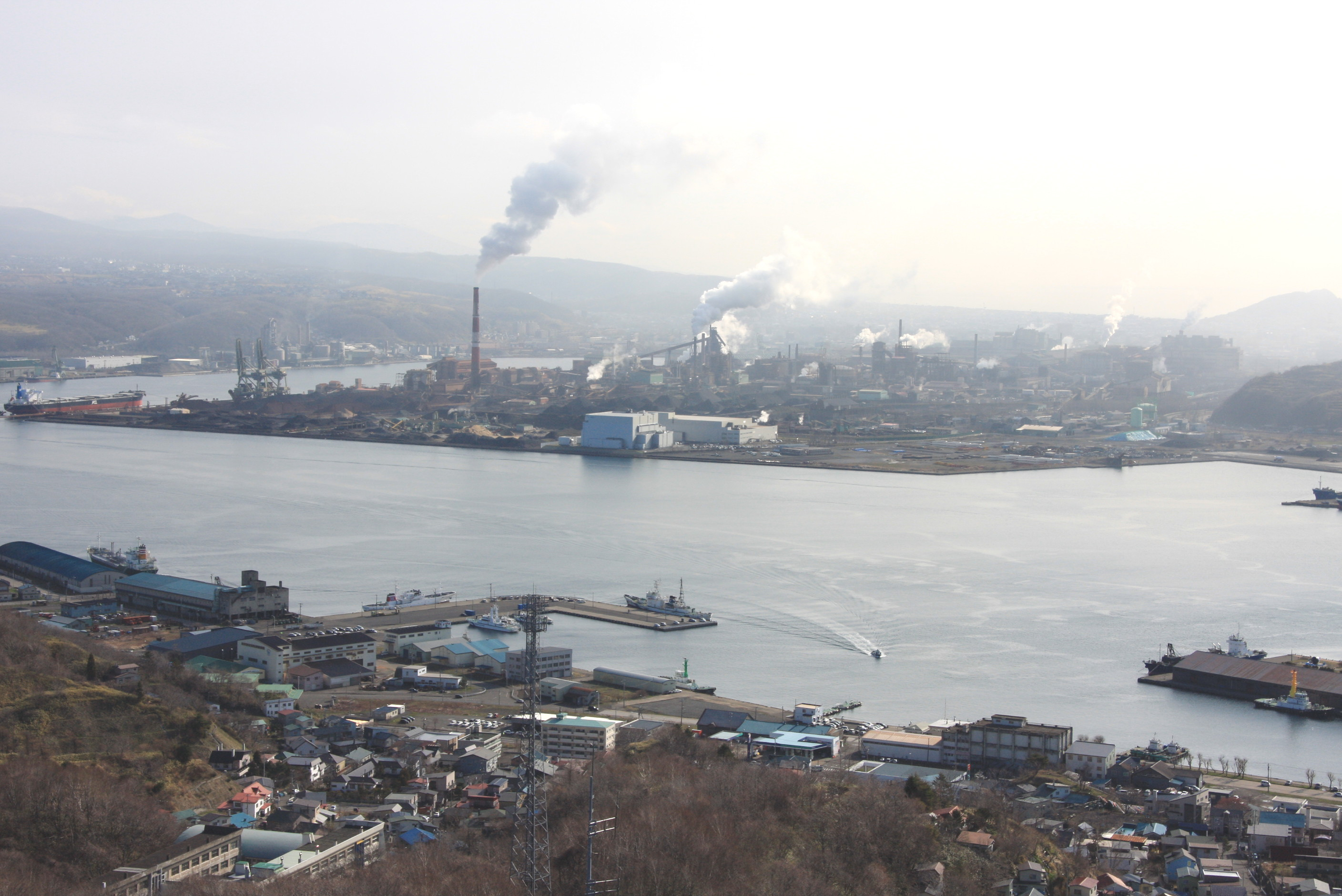
Вид на комбінат.

Комбінат є одним з 13 металургійних комбінатів Японії з повним виробничим циклом. Виробничий процес починається з виробництва котунів і коксу і завершується випуском сортового прокату та інших сталевих виробів. Станом на 2012 рік на комбінаті працювала одна доменна піч № 2 корисним об'ємом 2902 м³, у сталеплавильному цеху № 1 працювали два 270-тонних кисневих конвертори, одна 100-тонна електродугова піч, одна установка безперервного розливання сталі, один сортопрокатний стан і один стан для виробництва катанки. На комбінаті в цей час працювало 584 особи, виплавлялося 1537 тис. т сталі.